# Nathan Deal
John Nathan Deal (Millen, 25 agosto 1942) è un politico statunitense, 82º governatore della Georgia dal 2011 al 2019.

## Biografia
Nativo della contea di Washington, si è laureato in Legge all'Università Mercer. Dopo un breve servizio nell'esercito americano dove raggiunse il grado di capitano, esercitò la professione legale per alcuni anni all'interno del sistema giudiziario georgiano.
Inizialmente membro del Partito Democratico, cominciò a servire nell'Assemblea della Georgia dal 1981. Eletto nel 1992 alla Camera dei Rappresentanti, è passato nel 1995 al Partito Repubblicano in conseguenza della graduale migrazione di consensi all'interno del suo Stato e in generale nel Profondo Sud verso posizioni più conservatrici.
Servì alla Camera dei Rappresentanti per nove mandati consecutivi. Nel 2010 rassegnò le dimissioni per candidarsi alle elezioni in Georgia per il mandato di governatore. Sconfisse l'avversario politico ed ex-governatore democratico Roy Barnes, succedendo così a Sonny Perdue. Rieletto nel 2014, ha servito come governatore fino al 2019, venendo succeduto dal suo Segretario di Stato Brian Kemp. Durante la campagna elettorale del 2018 sostenne come candidato il suo vicegovernatore Casey Cagle, ma l'appoggio a Kemp di Perdue e soprattutto del presidente degli Stati Uniti Donald Trump causò la sconfitta del suo candidato.
Era sposato con l'educatrice Sandra Dunagan, deceduta nel 2022, dalla quale ha avuto quattro figli. Ad oggi è un diacono battista a Gainesville.